# Benny Goodman

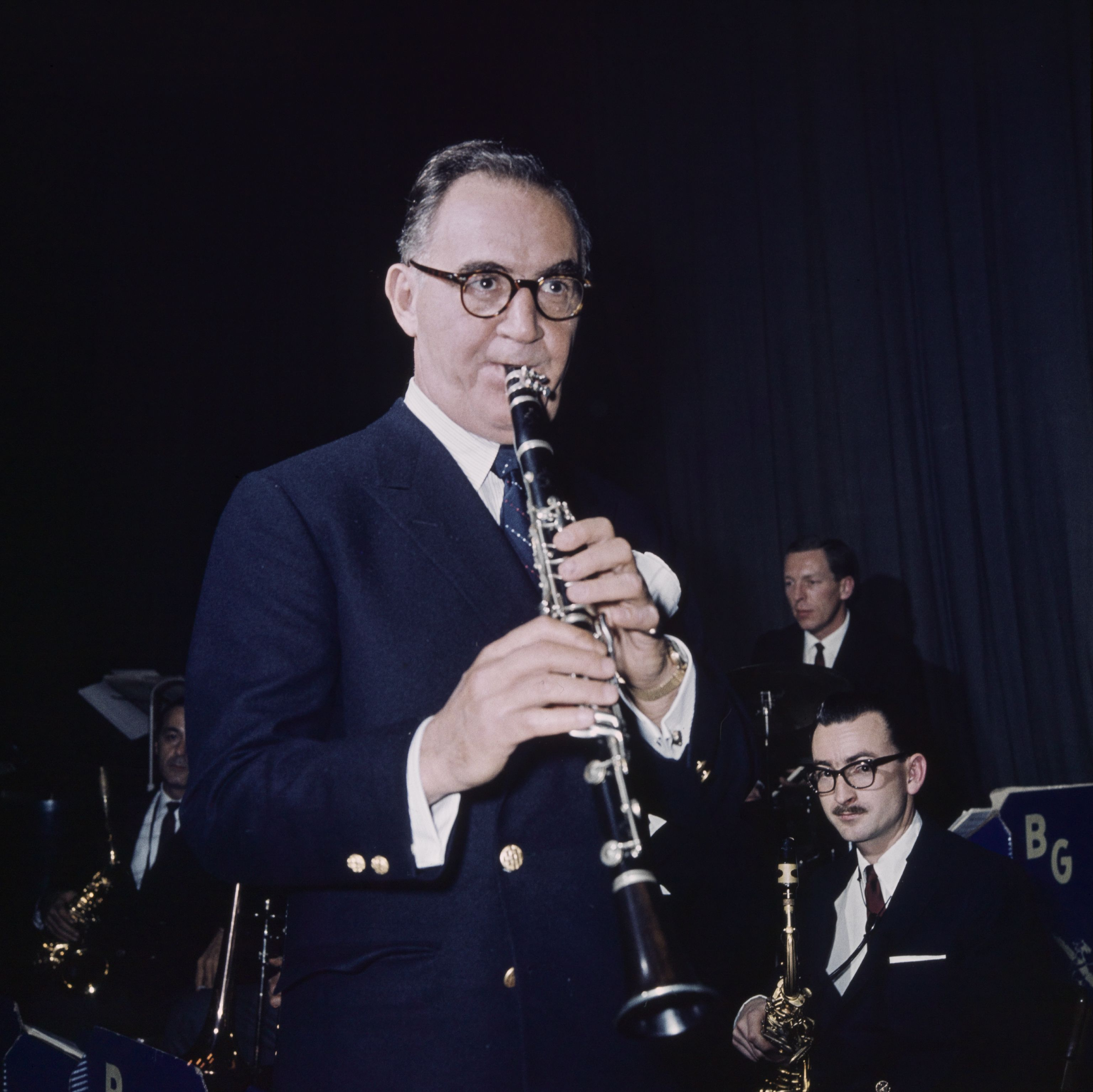
Benny Goodman, Foto: Hans Gerber, Comet Photo, Bildarchiv der ETH Zürich, 1959

Benjamin David „Benny“ Goodman (* 30. Mai 1909 in Chicago, Illinois; † 13. Juni 1986 in New York City, New York) war ein amerikanischer Klarinettist, Jazzmusiker und Bandleader. Vor allem in den 1930er Jahren feierte er mit seiner Big Band große Erfolge und gilt als einer der populärsten Protagonisten des Swing.

## Leben und Wirken
Goodman wurde als neuntes von zwölf Kindern armer jüdischer Immigranten aus dem Russischen Kaiserreich geboren. Sein Vater, David Goodman (1873–1926), kam 1892 aus Warschau im geteilten Polen in die Vereinigten Staaten und wurde Schneider. Seine Mutter, Dora Grisinsky, (1873–1964), stammte aus Kaunas. Sie lernten sich in Baltimore, Maryland, kennen und zogen noch vor Goodmans Geburt nach Chicago.
Mit geringem Einkommen und einer großen Familie zogen sie in das Viertel Maxwell Street, ein überfülltes Elendsviertel in der Nähe von Bahnhöfen und Fabriken, das von deutschen, irischen, italienischen, polnischen, skandinavischen und jüdischen Einwanderern bevölkert war. Geld war ein ständiges Problem. Sonntags nahm sein Vater die Kinder zu kostenlosen Bandkonzerten im Douglass Park mit, wo Goodman zum ersten Mal professionelle Live-Auftritte erlebte. Um seinen Kindern einige Fertigkeiten und ein Gefühl für Musik zu vermitteln, meldete sein Vater den zehnjährigen Goodman und zwei seiner Brüder ab 1919 zum Musikunterricht in der Kehelah-Jacob-Synagoge an.
Für zwei Jahre unterrichtete ihn Franz Schoepp vom Chicago Symphony Orchestra. Mit zwölf Jahren spielte er bereits im Theaterorchester und in verschiedenen Tanzkapellen der Stadt. Während seiner Highschoolzeit trat er 1922 auch mit der Austin High School Gang auf. Seine Jazzlehrmeister waren die großen Solisten und Bands der 1920er Jahre, u. a. King Olivers Creole Jazz Band mit Louis Armstrong und die Vertreter des Chicago-Jazz. Goodman stieg in eine der damals führenden Bands in Chicago ein, das Ben-Pollack-Orchester, mit dem er auf Tournee ging und 1926 seine ersten Aufnahmen machte, darunter am 17. Dezember die erste Aufnahme eines von ihm gespielten Klarinetten-Solos (He’s the Last Word). Zwei Jahre später zog er nach New York City, wo er für das Radio und als Sessionmusiker arbeitete, u. a. für Ben Selvin und Paul Whiteman und als Theatermusiker am Broadway.
Im Jahre 1926, als er 17 Jahre alt war, wurde sein Vater von einem vorbeifahrenden Auto getötet, nachdem er aus einer Straßenbahn ausgestiegen war. Der Tod seines Vaters war „das Traurigste, was je in unserer Familie passiert ist“, so Goodman
Im Januar 1931 hatte er mit seiner Schallplattenaufnahme des Songs He’s Not Worth Your Tears einen ersten Charterfolg (#20). Für die Rundfunkserie Let’s Dance formierte der Klarinettist 1934 seine erste Big Band im Club Billy Rose’s Music Hall, die zum ersten Mal in der Geschichte des Jazz weiße und schwarze Musiker vereinte. Mit ihrer Perfektion errang sie innerhalb weniger Jahre die Anerkennung nicht nur der Jazzfans, sondern auch zahlreicher Musikliebhaber außerhalb des Jazzbereichs, zum Beispiel in Mozartkonzerten. Der große Durchbruch beim Publikum blieb ihm jedoch vorerst verwehrt. In den frühen 1930er Jahren spielte er mit den national bekannten Bands von Red Nichols, Isham Jones und Ted Lewis.

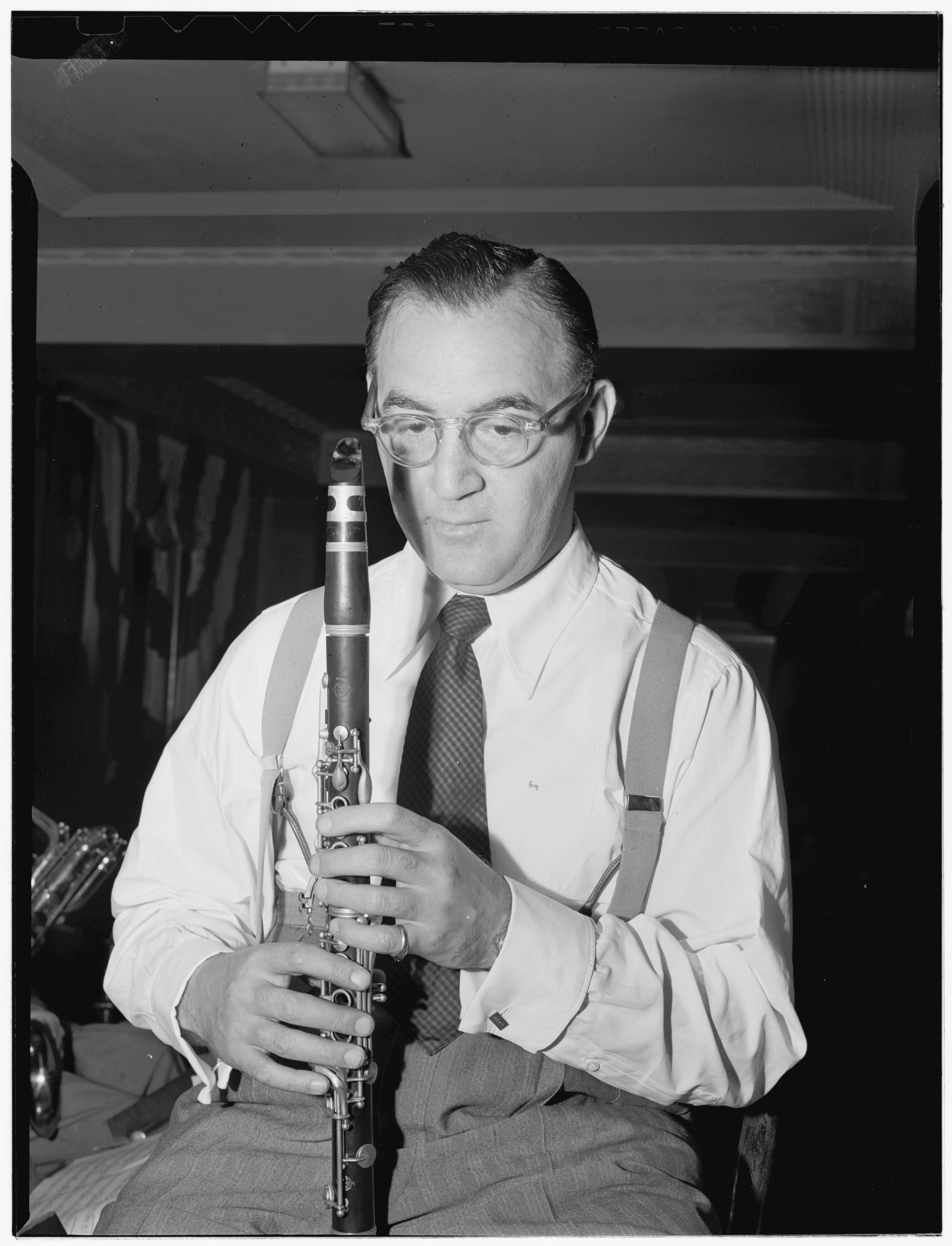
Benny Goodman, 1946

Ab 1933 hatte er für Columbia weitere Hits wie Fats Wallers Ain’tcha Glad (#6) und den Songs I Gotta Right to Sing the Blues (#20) und I Ain’t Lazy, I’m Just Dreaming (#6), mit Jack Teagarden als Bandsänger. Im Juni 1934 gelang ihm mit Moonglow der erste seiner sechzehn Nummer-1-Hits. In dieser Zeit spielte auch Glenn Miller als freier Posaunist mit. Erst 1935 im Palomar Ballroom erlebte er mit seiner eigenen Band den Durchbruch und reiste nun von Erfolg zu Erfolg.

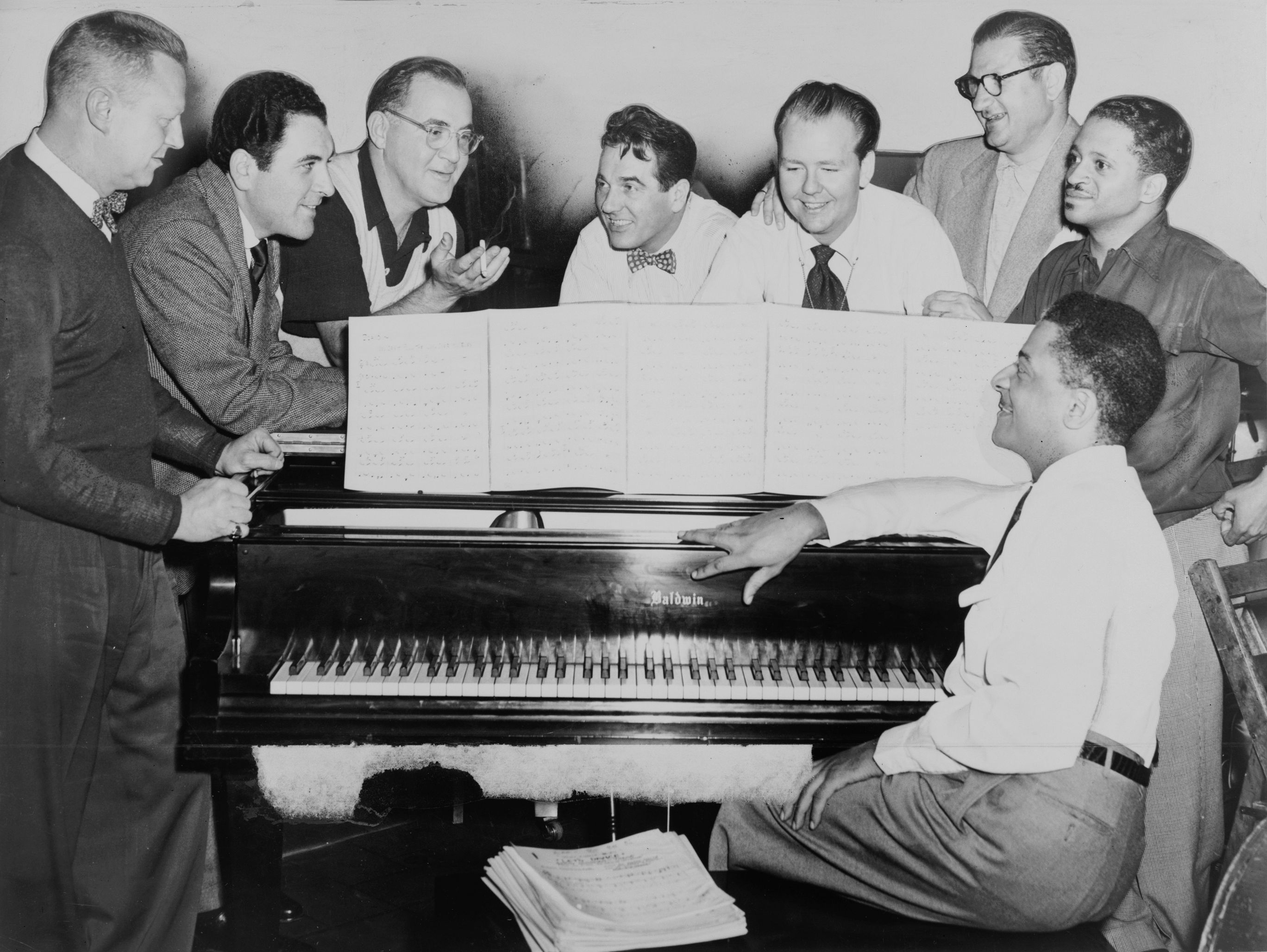
Benny Goodman (dritter von links) mit früheren Bandmitglieder, von links nach rechts: Vernon Brown, Georgie Auld, Gene Krupa, Clint Neagley, Ziggy Elman, Israel Crosby und Teddy Wilson am Piano, 1952

Am 16. Januar 1938 gab Goodman dann sein berühmtes Jazz-Konzert (siehe The Famous Carnegie Hall Concert 1938) in der New Yorker Carnegie Hall. Das Konzert war ein durchschlagender Erfolg, wodurch der Jazz quasi über Nacht salonfähig und auch in den „feineren Kreisen“ zunehmend akzeptiert wurde. Die Aufnahme des Konzertes, insbesondere der überlange Schlusstitel Sing, Sing, Sing, gilt heute als Meilenstein und bedeutender Genre-Klassiker und fand bereits vor Jahren Aufnahme in den erlesenen Kreis der Hall-of-Fame des Jazz.

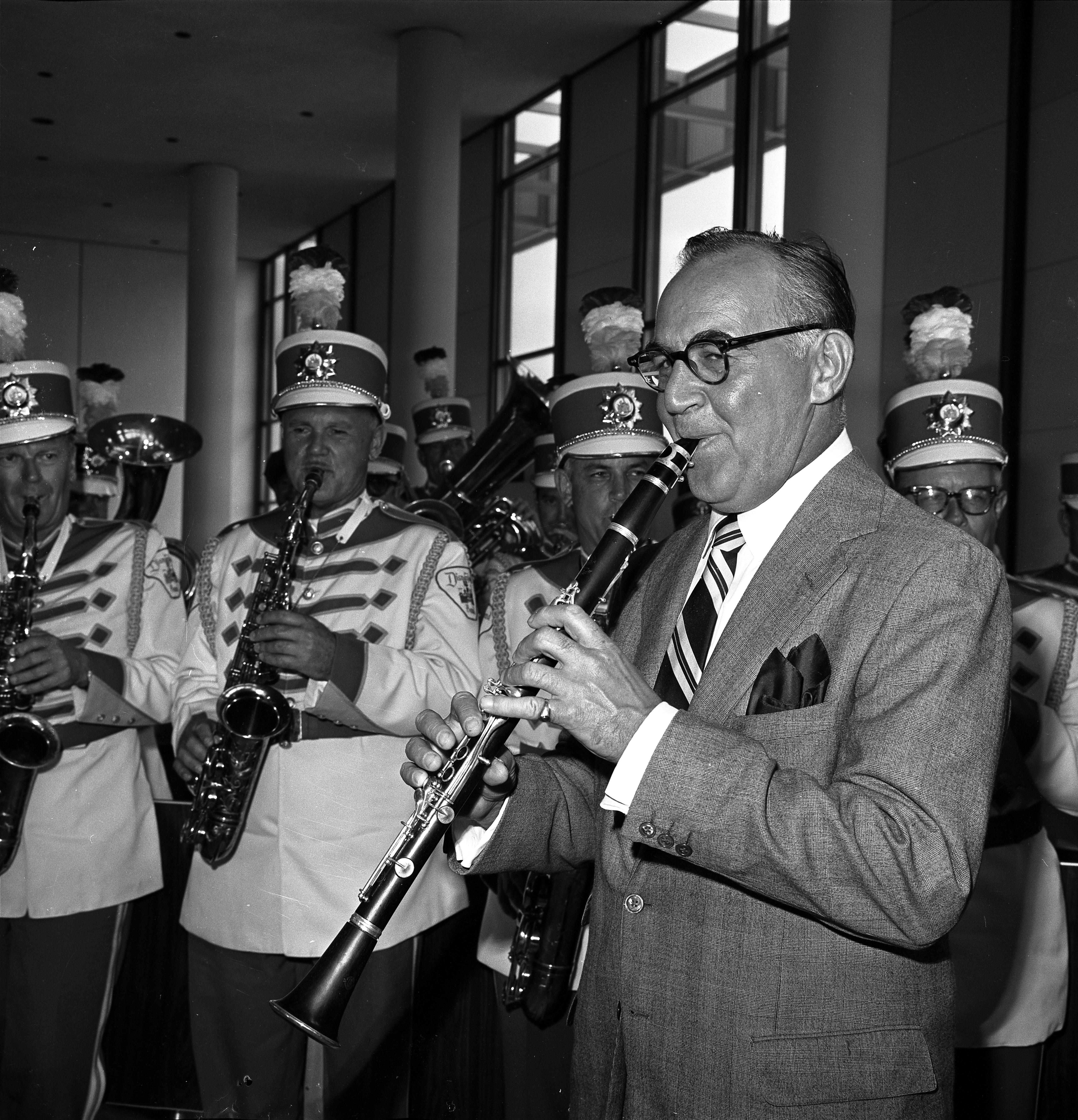
Benny Goodman mit der Disneyland Band, 1962

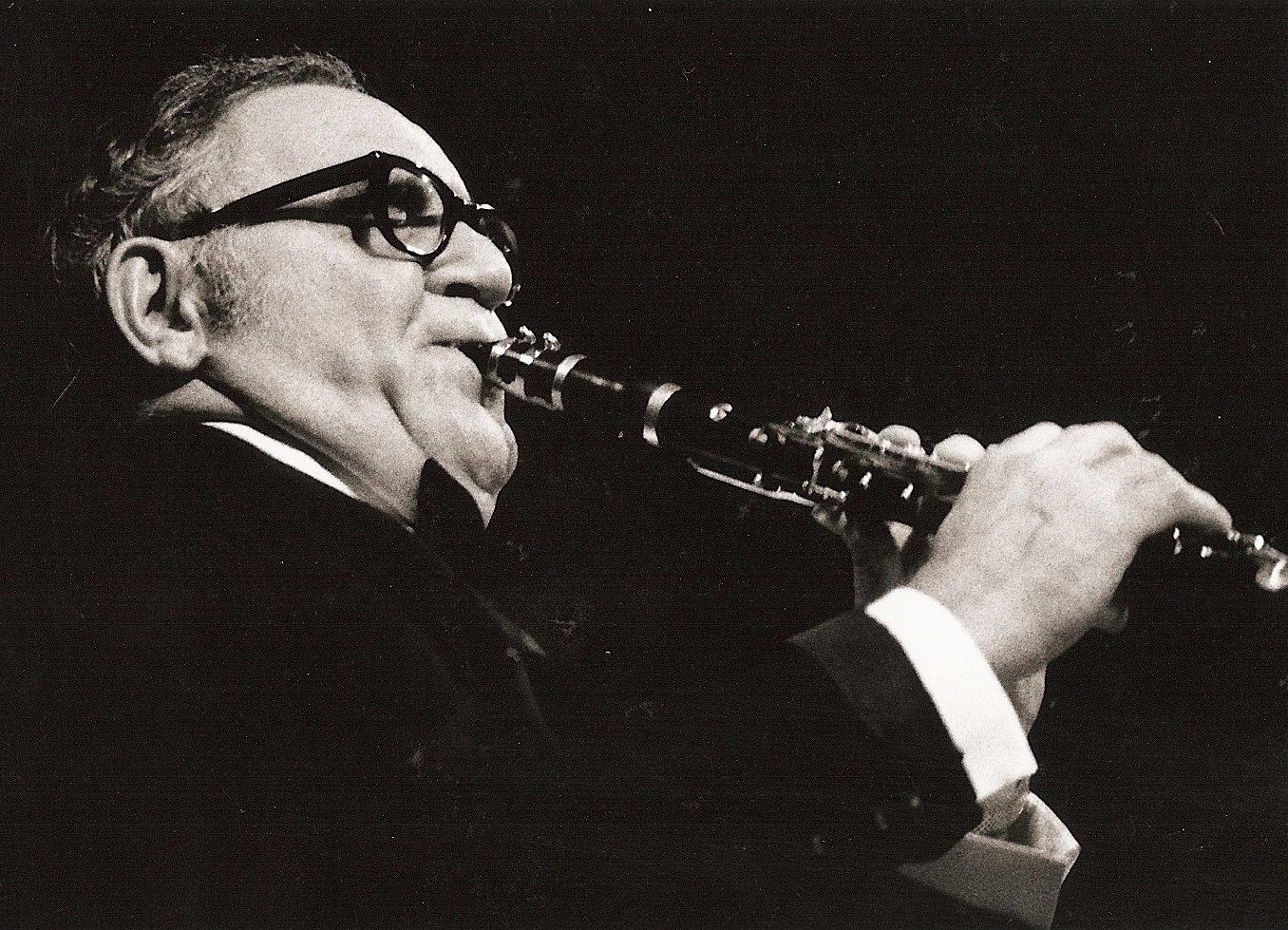
Benny Goodman während eines Konzerts in Nürnberg, 1971

Von 1934 bis 1938 nahm Goodman für das Label Victor auf, das später unter dem Namen RCA Victor firmierte. Ab 1939 wurden seine Platten bei Columbia Records veröffentlicht, welche auch das erste Konzert Goodmans in der Carnegie Hall herausbrachten. Für Victor nahm er auch einen seiner größten Hits auf, Edgar Sampsons Don’t Be That Way, der fünf Wochen auf Rang 1 stand und 13 Wochen in den Hitparaden blieb. Neben Stompin’ at the Savoy war dies die Nummer, die Goodman immer wieder für sein Publikum spielen musste.
Neben seiner Big Band, in welcher unter anderem die Star-Trompeter Harry James und Ziggy Elman spielten, gründete er auch das Benny-Goodman-Quartett, das die Jazzgrößen Teddy Wilson, Gene Krupa und Lionel Hampton vereinte. In diesem Quartett spielten mit Teddy Wilson und Lionel Hampton zwei schwarze Musiker zusammen mit zwei weißen Musikern, was zur damaligen Zeit ein Tabu war.
Die Musik des Bandleaders Benny Goodman war in erster Linie darauf ausgerichtet, ihn in seiner Rolle als Solisten auf der Klarinette herauszustellen, wenngleich er auch stets andere hervorragende Solisten und Vokalisten, etwa Helen Ward, Peggy Lee oder Ella Fitzgerald, in seiner Band hatte. Goodman war zwar kein Innovator etwa im Range eines Duke Ellington oder Count Basie, es stammen auch nur verhältnismäßig wenige seiner Stücke aus eigener Feder. Die akribischen Arrangements seiner Titel waren jedoch meist sehr eingängig und so konnte er mit seinem virtuosen Spiel im Kreise der perfekt eingespielten Bandkollegen und sicher auch aufgrund der Hautfarbe damals ein größeres Publikum erreichen als diese. Stilistisch markierte seine Musik den Mainstream des Swing und zusammen mit dem ebenfalls Klarinette spielenden Artie Shaw war er der populärste weiße Bandleader der Swing-Ära, der auch in der Nachkriegszeit noch große Erfolge feierte.
Viele Musikkritiker sind heute der Ansicht, dass Goodman für den Jazz und Swing die gleiche Bedeutung hat wie beispielsweise Elvis Presley für den Rock ’n’ Roll. Benny Goodman hatte das Ziel, „schwarze“ Musik einem jungen weißen Publikum näher zu bringen, und er hat sich dabei auch um die Überwindung der Rassentrennung in den USA sehr verdient gemacht, denn in den frühen dreißiger Jahren konnten schwarze und weiße Jazzmusiker in den meisten Musikkapellen oder in Konzerten aufgrund der öffentlichen Meinung nicht zusammen spielen. Dies hatte er in seiner eigenen Big Band möglich gemacht. Auch deshalb gilt er heute, neben Fletcher Henderson, als King of Swing.
Vertreter der sogenannten „Ernsten Musik“ wie Paul Hindemith, Aaron Copland, Malcolm Arnold und Béla Bartók haben ihm Kompositionen gewidmet. Benny Goodman selbst spielte auch klassische Musik, so zum Beispiel das Klarinettenkonzert KV 622 und das Klarinettenquintett KV 581 von Wolfgang Amadeus Mozart.

## Privatleben
Goodman war seit 1942 mit Alice Hammond Duckworth, der Schwester des Produzenten John Hammond, verheiratet; aus der Beziehung stammen zwei Töchter.
Trotz gesundheitlicher Probleme trat er weiterhin auf, sein letztes Konzert fand sechs Tage vor seinem Tod statt. Goodman starb am 13. Juni 1986 an einem Herzinfarkt, während er in seiner Wohnung im Manhattan House ein Nickerchen machte.

## Filme
Bereits 1944 erschien der Musicalfilm Sweet and Low-Down über und mit Benny Goodman, der jedoch eher fiktiv ist.
Über Benny Goodman wurde 1955 der Film Die Benny Goodman Story (The Benny Goodman Story) gedreht (Regie: Valentine Davies), mit Steve Allen in der Titelrolle. Goodman selber äußerte sich einmal dazu, dass die Musik ganz gut sei, die Biografie jedoch nicht stimme. 2011 wurde der Dokumentarfilm Jazz für die Russen – To Russia with Jazz über Goodmans Sowjetunion-Tournee 1962 veröffentlicht.

## Sammlungen
- Classic Columbia and Okeh Benny Goodman Orchestra Session (1939–1958) – (Mosaic, 2008) – 7 CDs mit Ziggy Elman, Chris Griffin, Corky Cornelius, Vernon Brown, Toots Mondello, Jerry Jerome, Fletcher Henderson, Artie Bernstein, Nick Fatool, Charlie Christian, Johnny Guarnieri, Fred Astaire, Lionel Hampton, Cootie Williams, Lou McGarity, Georgie Auld, Mike Bryan, Cutty Cutshall, Bernie Leighton, Teddy Wilson, Hymie Schertzer, Count Basie, Dave Tough, Billy Butterfield, Jo Jones, Mel Powell, Sid Catlett, Vido Musso, Bernie Privin, Sid Weiss, Dave Barbour, Trummy Young, Aaron Sachs, Clyde Lombardi, Morey Feld, Slam Stewart, Bud Freeman, Johnny Best, Kai Winding, Stan Getz, Peanuts Hucko, Buddy Rich, Joe Bushkin, Zoot Sims, Barney Kessel, Bob Haggart, Johnny Smith, Paul Smith, George Van Eps, Mundell Lowe, Eddie Safranski, Don Lamond, Buck Clayton, Doc Severinsen, Hank Jones, George Duvivier
- The Complete Capitol Small Group Recordings of Benny Goodman 1944–1955 (Mosaic, 1994) – 6 LPs oder 4 CDs mit Teddy Wilson, Cozy Cole, Jess Stacy, Dave Barbour, Peggy Lee, Jimmy Rowles, Benny Carter, Charlie Shavers, Red Norvo, Irving Ashby, Red Callender, Don Lamond, Mel Powell, Louis Bellson, Wardell Gray, Fats Navarro, Mundell Lowe, Buddy Greco p&voc, Clyde Lombardi, George Duvivier, Jo Jones, Ruby Braff, Lionel Hampton
- Swing Swing Swing – Rare Recordings from the Yale University Music Library – (Limelight, 1993) 6 CDs, aufgenommen 1955–1986 mit Herb Geller, Jerry Dodgion, Ted Nash, Ken Peplowski, Flip Phillips, Paul Quinichette, Zoot Sims, Buddy Tate, Bob Wilber, Pepper Adams, Russ Freeman, Roland Hanna, Dave McKenna, Teddy Wilson, Billy Bauer, Chuck Wayne, Attila Zoller, George Duvivier, Milt Hinton, Arvell Shaw, Ruby Braff, Taft Jordan, Joe Newman, Randy Sandke, Dan Barrett, Vernon Brown, Buster Cooper, Urbie Green, Bill Harris, Red Norvo, Louie Bellson, Don Lamond, Shelly Manne, Bobby Donaldson, Ethel Ennis, Jimmy Rushing, Phil Woods, Teddy Edwards, Budd Johnson, John Bunch, Hank Jones, Pete Jolly, Kenny Burrell, Martha Tilton, Monty Budwig, Bill Crow, Jimmy Maxwell, Allen Smith, Joe Wilder, Jimmy Knepper, Mousey Alexander, Mel Lewis, Victor Feldman, Bobby Hackett, Steve Swallow

## Werke (Auszug)
Goodman wurde vor allem durch seine Interpretationen von Fremdkompositionen bekannt. Er hatte an zahlreichen Kompositionen Anteil, die er zusammen mit den Mitgliedern seiner Bands – vor allem in den kleineren Besetzungen – erarbeitete. Besonders hervorzuheben sind hierbei die Musiker Lionel Hampton (Vibraphon) und Charlie Christian (E-Gitarre). Seltener ist er als alleiniger Komponist belegt.

Benny Goodman – Stompin’ at the Savoy

- AC – DC Current (Christian – Hampton – Goodman)
- Air-Mail Special (Mundy – Christian – Goodman)
- Don’t Be That Way (Goodman – Sampson – Parrish)
- Flying Home (Goodman – Hampton – Robin)
- Opus 1/2 (Goodman – Hampton – Wilson – Tough)
- Opus 3/4 (Goodman – Hampton)
- Opus Local 802 (Goodman)
- Pick-A-Rib, Pts. 1-2 (Goodman)
- Seven Come Eleven (Goodman – Christian)
- Smoke House Rhythm (Goodman – Norman)
- Soft Winds (Goodman)
- Stompin’ at the Savoy (Goodman – Webb – Sampson – Razaf)
- Vibraphone Blues (Goodman – Hampton)

## Ehrungen
Die Softwareversion 4.0 (September 2014) von WordPress erhielt den Namen „Benny“, um den Jazzklarinettisten und Bandleader zu ehren.